# Captain Beyond
Captain Beyond — британско-американская рок-группа, внёсшая заметный вклад в развитие прогрессивного рока. Наиболее известный и самый продаваемый альбом — Captain Beyond.

## История
В 1971 году группа двое участников известной группы Iron Butterfly — Ли Дорман и Ларри Рино Рейнхардт решили собрать другой проект. Доукомплектовав состав новой группы ударником Бобби Колдуэллом и бывшим фронтменом Deep Purple Родом Эвансом, они приступили к репетициям. Записав одно демо, новоиспечённая группа перешла к созданию дебютного одноимённого альбома.
Первая пластинка увидела свет в начале 1972 года. Несмотря на то, что большинство участников группы были американцы, первый полнометражник имел типичное британское хард-роковое звучание. Она была благосклонно встречена критиками и поклонниками.
Перед записью второго альбома из команды ушёл Бобби Колдуэлл, а его место заняли перкуссионист Гилье Гарсия и ударник Марти Родригес, принёсшие в звучание Captain Beyond латиноамериканские мотивы. Также в создании второго альбома Sufficiently Breathless принял участие клавишник Риз Винанс.
После выхода второго альбома из группы ушёл вокалист Род Эванс, вследствие чего Captain Beyond оказались на грани катастрофы. Тем не менее, продюсерам и менеджерам группу удалось сохранить с новым вокалистом Вилли Даферном. С ним группа в 1977 году записала третий альбом Dawn Explosion и провела более двенадцати выступлений. Вилли Даферн вскоре покинул группу, и его тщетно пытались заполнить Джимми Хендерсоном. Однако эта затея так и не удалась, и Captain Beyond распались до 1999 года. В 1999 году Рейнхардт и Колдуэлл реанимировали проект с помощью вокалиста Джими Интервала, клавишника Дэна Фрая и бас-гитариста Джеффа Эртабэйзи. Команда принялась активно гастролировать и даже хотела выпустить концертный альбом, но этим планам не удалось сбыться.
Дэн Фрай был вынужден оставить группу по состоянию здоровья. На его место был взят Дэйв Мьюз. Затем из рядов Captain Beyond был уволен Джими Интервал. С вокалистом Кайлом Роадсом и клавишником Стивом Петре группа дала ряд концертов, после чего её деятельность стала потихоньку сходить на нет. В 2000 году группа выпустила EP под названием Night Train Calling, после чего прекратила своё существование.
В 2013 году после смерти Ларри Рейнгардта и Ли Дормана 
группу воссоздаёт ударник Бобби Колдуэлл.

## Составы

### Нынешний состав
- Бобби Колдуэлл — ударные, перкуссия  (1971–1973, 1973, 1976–1978, 1998–2003, 2013–настоящее время)
- Jeff Artabasy - бас-гитара  (1998–2003, 2015–настоящее время)
- Don Bonzi - гитара (2013–настоящее время)
- Jamie Holka - гитара (2013–настоящее время)
- Simon Lind - гитара, клавишные, вокал (2013–настоящее время)

### Бывшие участники
- Larry «Rhino» Reinhardt — гитара (1971—1973, 1973, 1976—1978, 1998—2003; умер в 2012)
- Lee Dorman — бас (1971—1973, 1973, 1976—1978; умер в 2012)
- Rod Evans — вокал (1971—1973, 1973)
- Lewie Gold — клавишные (1971)
- Guille Garcia — перкуссия (1973)
- Reese Wynans — клавишные (1973)
- Brian Glascock — ударные (1973)
- Марти Родригес — ударные (1973)
- Jason Cahoon — вокал (1976)
- Willy Daffern — вокал (1976—1977)
- Dan Frye — клавишные (1998—2003)
- Jimi Interval — вокал (1998—2003)
- Allen Carmen - бас-гитара (2013–2015)
- Jeff "Boday" Christensen - гитара (2013–2015)

## Дискография
- Captain Beyond (1972)
- Sufficiently Breathless (1973)
- Far Beyond a Distant Sun - Live Arlington, Texas (1973) (официальный релиз отсутствовал до 2002 года)
- Dawn Explosion (1977)
- Night Train Calling EP (2000)